# Fausto Acke
Fausto Alesio Acke, nascut Padovini (Roma, Itàlia, 23 de maig de 1897 – Hollywood, Estats Units, 14 de maig de 1967) va ser un gimnasta artístic i atleta italià de naixement però suec d'adopció que va competir a començaments del segle xx.
Nascut a Roma, va ser adoptat el 1903 per uns amics de la família, després que els seus pares haguessin mort durant una epidèmia. Els seus pares adoptius foren el pintor impressionista J. A. G. Acke i Eva Acke (nascuda Topelius), filla de l'escriptor Zachris Topelius.
El 1920 va prendre part en els Jocs Olímpics d'Anvers, on va guanyar la medalla d'or en el concurs per equips, sistema suec del programa de gimnàstica.
Com a atleta va practicar el llançament de disc.
Posteriorment es va traslladar a viure a Hollywood, on va treballar a la indústria cinematogràfica i on va morir el 1967.